# Jornaler

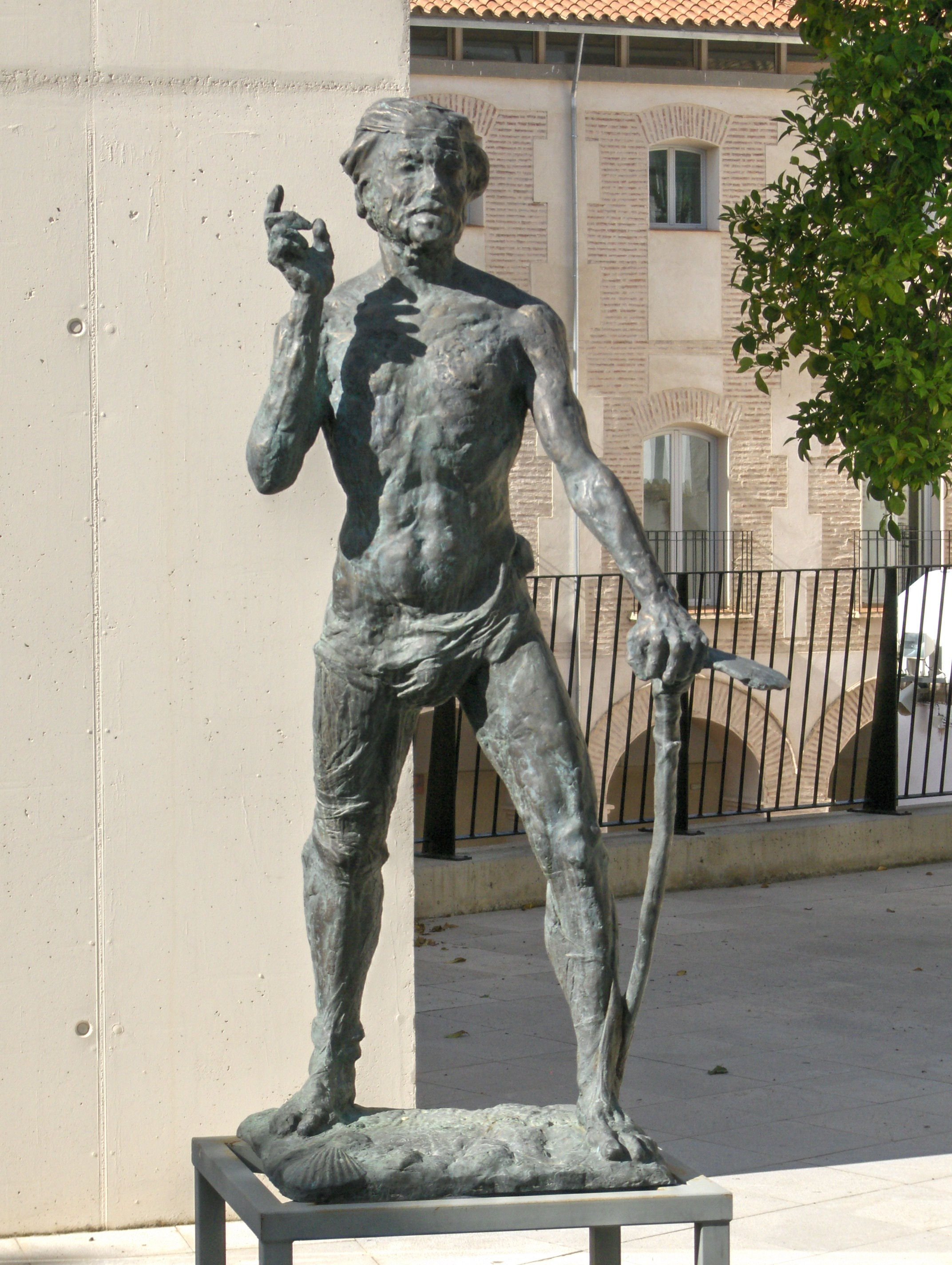
Monument al jornaler

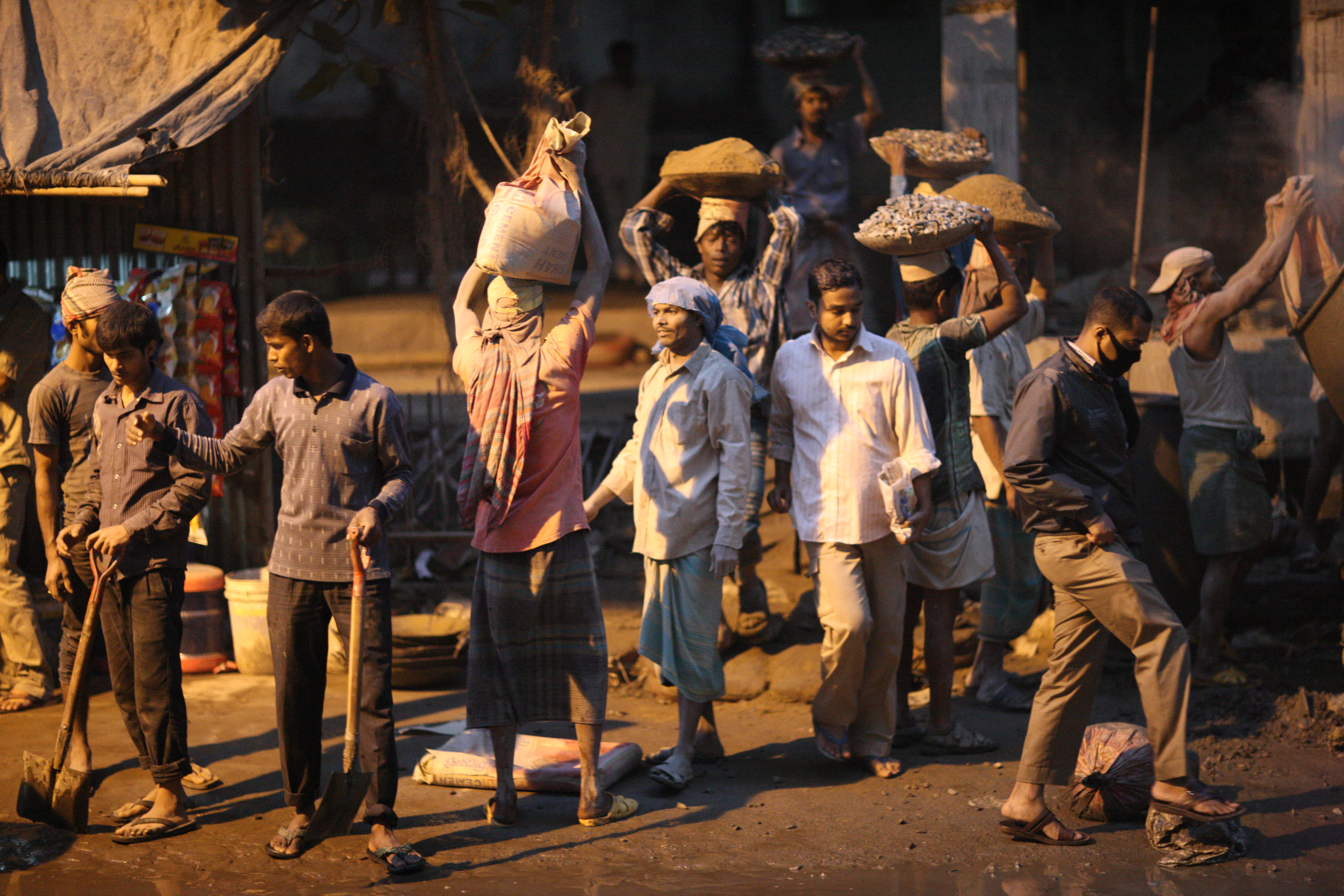
Construction labors in Chittagong, Bangladesh.

Un jornaler és una persona que treballa i cobra per un dia de feina, especialment si és al camp o com a obrer a la indústria. Van començar a existir a Europa a l'edat mitjana i van tenir especial importància social a partir del segle xviii a països com Regne de la Gran Bretanya, Imperi Rus, etc. Als Països Catalans distingim dos casos de jornaler. Un és aquell que depèn exclusivament del que guanya el dia que pot treballar, com ocorria típicament a Andalusia, i l'altre és el cas d'una persona o família que disposa de terra pròpia o d'altres ingressos però que eventualment es dedica a fer jornals per a arrodonir el seu salari o, més habitualment, perquè les seves collites havien estat malmeses a causa d'una calamarsa, gelada, secada, etc.

## Etimologia
La paraula jornaler prové de jornal i existeix en català des del segle xii. El jornaler és el que treballa per jornals, mot que prové de jorn (dia), ja que jornal (mot referenciat en català des del segle XX) fa referència al treball i el salari corresponents a una feina d'un dia.

## Els jornalers als Països Catalans
Al segle xvi i primera meitat del segle xvii va haver una gran onada d'immigració de francesos que anaven als Països Catalans a treballar de bracers i jornalers. Cal matisar que molts occitans treballaven a terres catalanes amb altres oficis, com per exemple el de serrador.
Als censos de finals del segle xviii la majoria d'habitants de molts pobles dels Països Catalans estaven inscrits com a jornalers, encara que molts eren propietaris de cases i terres. Ser jornaler no era incompatible amb ser propietari o arrendatari de petites explotacions, que per elles mateixes no garantien la subsistència de les famílies propietàries. És possible que moltes d'aquestes persones estiguessin pluriempleades, podent treballar, per exemple, a la indústria tèxtil.
Sembla que una possibilitat és que, al segle xviii, els homes solters treballessin de jornalers a masos d'altres persones per a reunir els diners suficients per a comprar-se o construir-se una casa i algunes terres, que passarien a treballar un cop casats. Les dones, en casar-se, també aportaven a la casa els diners que havien cobrat de solteres treballant de criades, pastores o porcateres, per exemple.

## Moviment obrer dels jornalers andalusos
Del segle xviii a la primera meitat del segle XX era el tipus de contracte laboral habitual als latifundis d'Extremadura i Andalusia. Al segle xix van sorgir moviments de jornalers agrícoles andalusos anarquistes que van fer nombroses vagues fins al primer terç del segle xx.
Cap a l'any 1930 s'hi van sumar els comunistes i en 1931 van fer una vaga general que va ser seguida massivament. Amb l'inici del segle XX també van començar a emigrar massivament jornalers andalusos a la cerca de millors condicions laborals. Les millores salarials no van arribar fins ben entrats els anys cinquanta, com a conseqüència d'aquesta emigració i, per tant, del descens d'oferta de mà d'obra.